# 苏昌培
苏昌培（1932年—2008年10月21日），男，福建永春人，中华人民共和国政治人物，曾任福建省人民政府副省长，福建省人大常委会副主任，第九届全国人大代表。